# Bequia United FC
Der Bequia United FC ist ein vincentischer Fußballverein aus der Ortschaft Port Elizabeth auf der Insel Bequia. Er wurde im Jahr 2012 gegründet.
Der Verein spielt in der NLA Premier League. Aktuell hat er mit Mark Browne einen Nationalspieler.